# 오션월드 3D
《오션월드 3D》(OceanWorld 3D)는 영국에서 제작된 쟝-자크 망텔로 감독의 2009년 디즈니 네이처의 다큐멘터리 영화이다. 마리옹 꼬띠아르 등이 출연하였다. 캘리포니아의 다시마숲, 오스트레일리아의 그레이트배리어리프, 멕시코만에서 떨어진 로카 파르디다섬에 대해 다루며 이는 수천 마리의 상어와 기타 해양동물의 본거지이다. 그 중 주로 등장하는 종들로는 쥐가오리, 귀상어, 쏠베감펭, 스페인 댄서, 돌고래, 지구상에서 가장 큰 고래류 중 몇몇이 있다.

## 출연
- 마리옹 꼬띠아르